# Drmno
Drmno (Дрмно), pronunțat în limba română Drîmno, este un sat situat în partea de est a Serbiei, în Districtul Braničevo. Aparține administrativ de comuna Požarevac. La recensământul din 2002 localitatea avea 1046 locuitori, majoritatea sârbi. 
Râul Mlava curge prin acest sat și se află la doar 8 km de confluența sa cu Dunărea. Mărimea satului este de aproximativ 260 de case.  